# Bubenrode (Malsfeld)
Bubenrode ist eine Gruppe von Gehöften in der Gemarkung Sipperhausen, einem Ortsteil der Gemeinde Malsfeld im nordhessischen Schwalm-Eder-Kreis.  

## Lage
Der kleine Weiler liegt auf einer Höhe von 310 m über NN etwa 1 km östlich von Sipperhausen an der Kreisstraße K 31, der Bubenroder Straße, von Sipperhausen nach Niederbeisheim, unmittelbar östlich der Autobahn A 7.  In Bubenrode entspringt der Bubengraben, der bald darauf in die Beise mündet.

## Geschichte
Der Hof Bubenrodt ist erstmals 1406 urkundlich erwähnt, als die Herren von Berlepsch ein Viertel des Hofs erblich weiter verliehen.  1438 wird Bubenrad als Hersfelder Lehen derer von Wolfershausen erwähnt, das durch Heirat an die von Berlepsch gekommen sei.  1456 waren die von Berlepsch durch die Abtei Hersfeld mit Bubinrade belehnt und gaben den Hof als Afterlehen weiter an einen Homberger Schöffen.  Die von Berlepsch waren zwar 1523 noch im Besitz des Hersfelder Lehens, aber der Ort im Bubengraben wurde in diesem Jahr und auch 1537 als wüst bezeichnet, dann aber 1562 bereits wieder als Hof.  
Mit dem schrittweisen Übergang des Territoriums der Abtei Hersfeld ab 1525 an die Landgrafschaft Hessen wurde auch Bubenrode hessisch.  Es gehörte spätestens ab 1575 und dann bis 1821 zum Amt Homberg. Die Niedere und Peinliche Gerichtsbarkeit lagen jedoch noch mindestens bis 1742 als hessisches Lehen bei den Herren von Heßberg.  Diese hielten den Hof von 1562 bis 1642 als landgräfliches Lehen und verkauften (verpfändeten ?) ihn dann an Andreas Baurmeister.  Danach wechselte der Hof mehrfach den Besitzer, wobei die Quellenlage nicht immer eindeutig ist. 1657 wurden die Herren von Berlepsch wieder mit dem Hof belehnt, und sie hielten dieses Lehen wiederholt, aber nicht ununterbrochen, bis 1825. Im Jahre 1669 erwarb C. H. von Oynhausen den Hof, ob als Afterlehen oder Pfandbesitz ist nicht ersichtlich.  Von 1747 bis 1772 war Bubenrode wieder im Besitz derer von Berlepsch. Dann belehnte Landgraf Friedrich II. von Hessen-Kassel 1772 Johann Christoph Kruse mit Bubenrode. Das Gut kam schließlich in den Besitz der Herren von Malsburg, die es wohl wiederholt verpachteten. Während der Zeit des napoleonischen Königreichs Westphalen (1807–1813) gehörte Bubenrode zum Kanton Homberg, danach wieder zum kurhessischen Amt Homberg bzw. ab 1821 zum Kreis Homberg. Um die Mitte des 19. Jahrhunderts war es im Pachtbesitz des Vaters des späteren antisemitischen Reichstagsabgeordneten Ludwig Werner, von 1878 bis 1893 im Pachtbesitz von Richard Carl Albrecht Heydenreich.  Zu Beginn des 20. Jahrhunderts war es Familienfideikommiss derer von Malsburg.
Im Jahre 1956 erwarb die Siedlungsgesellschaft „Hessische Heimat“ das Gut und teilte es in fünf Siedlerstellen von jeweils 15 bis 23 Hektar auf.

## Söhne und Töchter des Orts
- Ludwig Werner (* 16. Februar 1855 in Bubenrode; † Januar 1928), antisemitischer Politiker und Mitglied des Deutschen Reichstags 1890–1918

Koordinaten: 51° 3′ 42″ N, 9° 29′ 48″ O